# ミルノ純
ミルノ 純（みるの じゅん、1981年9月14日 - ）は、日本の女性声優、歌手、ボイスフィジカルトレーナー。フリー。奈良県出身。歌手業ではmiru名義。出生名は瞰野 純（読みは同じ）。

## 略歴
大阪芸術大学舞台芸術学科演技演出コース卒業。
1991年、ミュージカル『アニー』にテッシー役で出演。これをきっかけに篠崎アニーズとして演技・ダンス・歌の基礎を叩き込まれる。
高校3年生の時に、新聞記事でメンバー募集が掲載されていたことからゴスペルを始める。ゴスペル界の第一人者であるラニー・ラッカー、ボーカルを田篠麻衣子、ヨガを石村友見に師事。大阪の阪神百貨店でのイベントやホスピスの慰問など関西圏で活動する。
2003年、GOSPEL AWARDS2003最優秀新人賞を獲得する。関西に残ることを慰留されたものの、ゴスペルはやり切ったと思ったので上京し2005年に声優デビュー。
2016年1月15日、自身のブログにて結婚と男児の出産を発表。
2023年12月末日をもって、ケッケコーポレーションを退所。
2024年7月1日、茶谷堂に所属。

## 人物
趣味は英会話、料理、韓国語、K-POP、ゲーム。特技はゴスペル、書道、スキー、歌唱、ピアノ、水泳。資格は英検2級、心理カウンセラー、全米ヨガアライアンスRYT200。
小中高時代から他者とのコミュニケーションがうまく取れず、上京後も人間関係に悩み続け、一時うつ病、パニック障害と付き合いながら生活していた。その後、心理カンセラーの資格を取得。

## 出演
太字はメインキャラクター。

### テレビアニメ
- あかほり外道アワーらぶげ（2005年、カーコ）
- ぷるるんっ!しずくちゃん（2007年 - 2008年、メイプル・シロップ先生） - 2シリーズ
- true tears（2008年、高岡ルミ）
- とらドラ!（2008年 - 2009年、店員、MC女、女子生徒、女子A、実行委員、ソフト部員、通行人女子）
- ヴァイス・サヴァイヴ（2009年、シス） - 2シリーズ
- 銀魂°（2015年 - 2017年、女将、少年） - 2シリーズ
- カミワザ・ワンダ（2016年 - 2017年、ニコル[7]、エイシャミン、ジショミン、アナウンス）
- 遊☆戯☆王ARC-V（2016年、女性兵士）
- アイドリッシュセブン Third BEAT!（2021年、女性ベーシスト）

### Webアニメ
- 内気はずかしゆう君ちゃん（2001年、ゆう君） - 自主制作アニメ
- ペンギン娘♥はぁと（2008年、頬城咲）

### ゲーム
2004年
- BALDR FORCE EXE（ウエイトレス 他）

2006年
- アルトネリコ 世界の終わりで詩い続ける少女（スピカ・ニール、リルラ・ロス・レーテル、ライナー〈少年時代〉）
- ブレイジングソウルズ（リーザ）

2007年
- アガレスト戦記（ヴァレリア）
- アブソリュートブレイジングインフィニティ（リーザ）
- アルトネリコ2 世界に響く少女たちの創造詩（スピカ・ニール）
- 最終試験くじら -Alive-（皆川成美）

2008年
- クロスエッジ（エルマ）

2009年
- アガレスト戦記ZERO（シャルニーニ）

2010年
- アガレスト戦記2（ソフィア）
- 戦極姫2 炎〜百華、戦乱辰風の如く〜（鬼庭良直、一条信龍）
- 戦極姫2 嵐〜百華、戦乱辰風の如く〜（鬼庭良直）
- 堕天使の甘い誘惑×快感フレーズ（木下理々）

2011年
- 戦極姫3〜天下を切り裂く光と影〜（鬼庭良直、姉小路良頼、龍造寺隆信）※PSP版
- 華鬼 〜恋い初める刻 永久の印〜（土佐塚桃子）
- 萌え萌え大戦争☆げんだいばーん+（パトリシア）

2012年
- D.C.III 〜ダ・カーポIII〜（朝倉音姫）
- 華鬼 〜夢のつづき〜（土佐塚桃子）
- 萌え萌え大戦争☆げんだいばーん++（パトリシア）

2013年
- 星霜のアマゾネス（ハチ）

2015年
- ChuSingura46+1 -忠臣蔵46+1- V（大石主税）

2016年
- Strawberry Nauts -ストロベリーノーツ-（瀧秋沙）
- RIGS Machine Combat League（チーフ）
- カミワザ・ワンダ キラキラ一番街危機一髪！（大山ニコル）
- Home Sweet Home（ジェーン）

2020年
- SAMURAI SPIRITS（いろは） - DLC追加キャラクター

### 吹き替え

#### 映画
- 聖杯たちの騎士（カレン〈テリーサ・パーマー〉）
- NERVE/ナーヴ 世界で一番危険なゲーム（リヴ〈キミコ・グレン〉）
- ハンズ・オブ・ストーン（フェリシダード・イグレシアス〈アナ・デ・アルマス〉）
- 美女と野獣（チーズ売りの女、コーラス）
- フッテージ デス・スパイラル（ザック）
- Coda コーダ あいのうた
- ウィズネイルと僕

#### ドラマ
- イニョン王妃の男
- ヴァイキング〜海の覇者たち〜（幼少期ビヨルン）
- GIRLS season6（レイチェル）
- クラッシュとバーンスティーン（ペストー）
- クリミナル・マインド6 FBI行動分析課
- 刑事モース オックスフォード事件簿（パット）
- ダメージ
- LAW&ORDER UK Season2（キム）
- デクスター 〜警察官は殺人鬼
- TRUE JUSTICE（サラ・モンゴメリ〈サラ・リンド〉）
  - 沈黙の宿命
  - 沈黙の啓示
  - 沈黙の背信
  - 沈黙の弾痕
  - 沈黙の挽歌
  - 沈黙の神拳
- フォーリング スカイズ（デニー）
- THE BRIDGE/ブリッジ（ラウラ）

#### アニメ
- ちいさなプリンセス ソフィア（シズル、コーラス）
- バービーと魔法のバレエシューズ（タラ、オディール）
- バービー: プリンセス・パワー（カリーナ王妃）
- パグ・パグ・アドベンチャー（エスター、コーラス、他）
- ライオン・ガード（マキーニ）
- バンピリーナとバンパイアかぞく
- バービー:It Takes Two (シモーネ)
- バービー:A Touch of Magic（ロッキー、シモーネ）

### ドラマCD
- スーパーメイドちるみさん（鬼原ちまき）
- エミル・クロニクル・オンラインシリーズ（アメル、フローラ）
- スピカ 〜心が紡ぐ贈りもの〜 Ar tonelico hymmnos musical（スピカ、リルラ）
- アルトネリコ2 世界に響く少女たちの創造詩 ドラマCD Vol.3 SIDE ジャクリ（スピカ）
- とらドラ! Drama CD Vol.1・2（女子生徒A）
- あめふらし（2018年、宮重あんな[9]）

### ラジオ
- ぷちドラ同好会2（HiBiKi Radio Station：2012年9月21日 - 2013年7月）

### 舞台
- ペリクリーズ（2024年[10]）

## 作品

### 音楽CD
全てmiru名義。
- 水夏A.S+ Eternal Name Vocal album since Fragment
  - Fragment 〜Eternal Infinity〜（PS2ゲーム『水夏A.S+ Eternal Name』ED主題歌）
- CircusLand I 〜ボーカルアルバム〜（※Cy-rim rev.名義曲も別に収録） 
  - Chaotic you（PCゲーム『CircusLand I』挿入歌）（※miru、ひーこ、愛乃、Arisa、華憐〈電気式華憐音楽集団〉）
  - キラメクヒカリ（PCゲーム『CircusLand I』挿入歌）
  - またね
- エターナルファンタジー ボーカルアルバム Songs from Eternal Fantasy
  - 解（PCゲーム『エターナルファンタジー』挿入歌）
- 恋夏〜れんげ〜 ボーカルアルバム
  - Forget-me-not 〜想いの彼方へ〜（PCゲーム『恋夏〜れんげ〜』OP主題歌）
  - First Step（PCゲーム『恋夏〜れんげ〜』挿入歌）
- D.C.P.K. 〜ダ・カーポーカー〜 ボーカルアルバム（※Cy-rim rev.名義曲も別に収録） 
  - ただ今だけを、ずっと…（PCゲーム『D.C.P.K. 〜ダ・カーポーカー〜』グランドED主題歌）
- ヴァルキリーコンプレックス ボーカルアルバム
  - helado（PCゲーム『ヴァルキリーコンプレックス』挿入歌）
- PetaBits Winter Selection VOL.1（※Cy-rim rev.名義曲も別に収録）
  - Orion
- カメリア! 〜Dangerous Camellia Vacation〜（※あゆ+みる+るぅ+ゆかいななかまたち：ユニット参加）
  - Princess Party 〜青春禁止令〜（PCゲーム『Princess Party 〜プリンセスパーティー〜』OP主題歌）
  - カメリア! 〜Dangerous Camellia Vacation〜（PCゲーム『Princess Party Camellia 〜プリンセスパーティーカメリア〜』OP主題歌）
- うたてめぐり オリジナルサウンドトラック
  - Sign（PCゲーム『うたてめぐり』ED主題歌）
- シークレットゲーム PORTABLE 主題歌マキシシングル
  - 僕たちの明日（PSPゲーム『シークレットゲーム PORTABLE』ED主題歌）
- シークレットゲーム CODE:Revise オリジナルサウンドトラック
  - Respective ways（PCゲーム『シークレットゲーム CODE:Revise』ED主題歌）
- ヒメゴト・マスカレイド ヴォーカルコレクション
  - Blooming（PCゲーム『ヒメゴト・マスカレイド 〜お嬢様たちの戯れ〜』OP主題歌）
  - Precious one（PCゲーム『ヒメゴト・マスカレイド 〜お嬢様たちの戯れ〜』ED主題歌）

### ゲームボーカル
- Colorful Heart（PCゲーム『カラフル☆きゅあ〜』OP主題歌）
- 茜色の奇跡（PCゲーム『恋する少女と想いのキセキ〜Poupee de souhaits〜』ED主題歌）

### 作詞作品

#### 作詞提供
- 南條愛乃
  - ヒカリの海

#### 一次資料
1. ↑  “登場人物”.   華鬼 〜夢のつづき〜. 2011年11月22日閲覧。
2. ↑  “登場人物”. PS Vita版 ChuSingura46+1 -忠臣蔵46+1- V. 2014年12月14日閲覧。
3. ↑  “キャラクター”. PS Vita「Strawberry Nauts -ストロベリーノーツ-」公式サイト. 2016年4月28日閲覧。